# Tù trưởng
Tù trưởng là người đứng đầu hay thủ lĩnh của một bộ lạc hoặc liên minh bộ lạc do bầu cử và thường phụ trách chung về mọi mặt của đời sống bộ lạc cũng có khi phụ trách về quân sự. Tiếng nói của Tù trưởng là có trọng lượng nhất trong bộ lạc. Đây là hình thức lãnh đạo cổ xưa, xuất hiện từ thời kỳ xã hội bước vào phân tầng từ bào tộc (thị tộc) phát triển thành bộ lạc và gắn với chế độ chiếm hữu nô lệ. Hiện nay Tù trưởng chỉ còn áp dụng đối với một số bộ lạc người dân bản xứ ở các vùng núi non, rừng rậm, đảo hoang.... với trình độ tổ chức dân cư thấp trên thế giới.
Bộ lạc với các kiểu phân tầng xã hội do một hoặc hai nhà lãnh đạo (Tù trưởng và thủ lỉnh quân sự) xuất hiện vào thời kỳ đồ đá, là thời kỳ ra đời của hình thức tổ chức bộ lạc trước đó với cấu trúc phân tầng không đáng kể và vẫn còn phổ biến trong suốt thời kỳ đồ sắt. Một số loại hình tổ chức phổ biến trong xã hội bên cạnh Tù trưởng là hội đồng trưởng lão hay hội đồng bô lão hay hội đồng già làng (thường là các trưởng lão/bô lão) là những người già cả, có uy tín và lão làng trong cộng đồng. Hội đồng trưởng lão tồn tại bên cạnh Tù trưởng để phối hợp cùng tù trưởng quản lý cộng đồng. Trong đó Tù trưởng thường quyết định những công việc thường ngày, là người dẫn đường cho bộ tộc, chủ trì phân chia các chiến lợi phẩm, vật phẩm có được. Những công việc cần lấy ý kiến của cộng đồng thì Hội đồng bô lão sẽ họp và quyết định.
Tù trưởng đôi khi còn được phân biệt với người đứng đầu của một cộng đồng như làng trưởng làng, trưởng thôn, trưởng ấp, già làng, trưởng bản (địa lý được xác định) hoặc tộc trưởng hay trưởng họ (một khái niệm cơ bản về phả hệ) hoặc tộc chủ là người đứng đầu của một bộ tộc. Trong lịch sử có nhiều vị tù trưởng nổi tiếng như Nơ Trang Long của Việt Nam, Geronimo, Sitting Bull của người da đỏ...